# Copelatus gardineri
Copelatus gardineri är en skalbaggsart som beskrevs av Scott 1912. Copelatus gardineri ingår i släktet Copelatus och familjen dykare. Inga underarter finns listade i Catalogue of Life.